# Kathryn McCormick

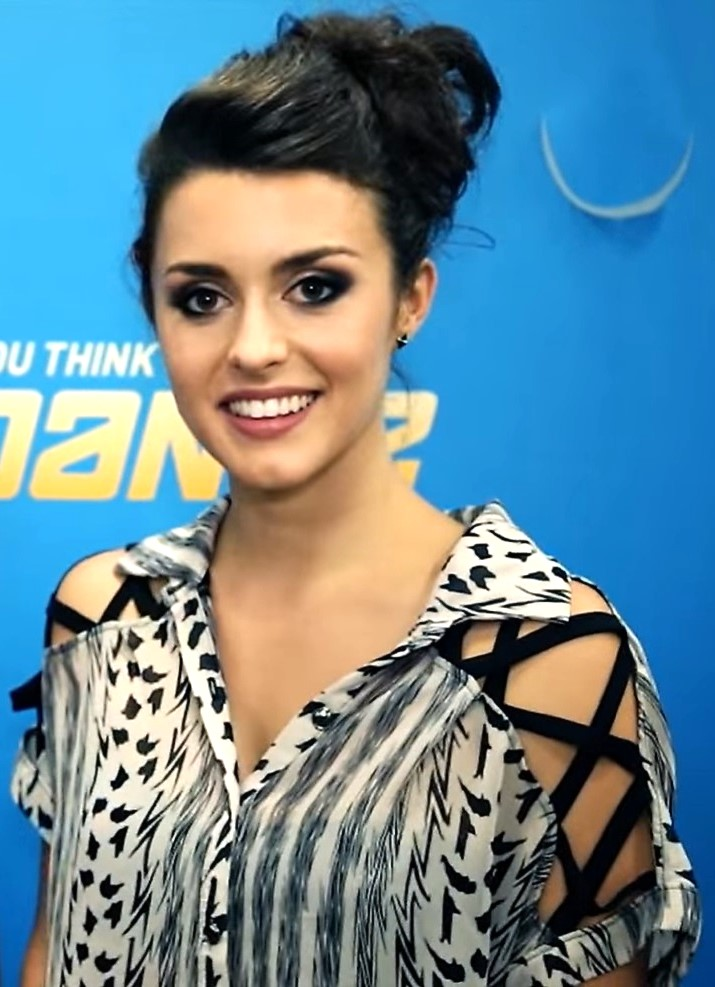
Kathryn McCormick, 2013

Kathryn McCormick (* 7. Juli 1990 in Augusta, Georgia) ist eine US-amerikanische Tänzerin und Schauspielerin.

## Leben und Karriere
McCormick begann im Alter von drei Jahren im Tanzstudio ihrer Mutter zu tanzen. Als junges Mädchen gewann sie bereits verschiedene Stepp- und Jazz-Dance-Wettbewerbe. Als Teenager fing sie an, Ballett zu tanzen.
Im Alter von 18 Jahren zog sie nach Los Angeles und bekam 2009 ihre erste Rolle in der Neuverfilmung von Fame – Der Weg zum Ruhm. Im selben Jahr nahm sie in der 6. Staffel der TV-Show So You Think You can Dance des Senders Fox teil und erreichte dort den 3. Platz. In den darauf folgenden Staffeln hatte sie Auftritte als Allstar.
Zwischenzeitlich war sie unter anderem bei der Oscarverleihung 2010 und in Christina Perris Musikvideo zu Jar of Hearts als Tänzerin zu sehen.
2011 arbeitete Kathryn McCormick als Motivationstrainerin bei „The Revolve Tour“. Im selben Jahr erhielt sie ihre erste Hauptrolle im Film Step Up: Miami Heat.

## Filmographie
- 2009: Fame
- 2011: The Burbank Playas Present: Manipede!
- 2011: Above The Title
- 2012: Step Up: Miami Heat (Step Up Revolution)
- 2012: Sketchy (Fernsehserie)
- 2012–2013: Chasing 8s (Fernsehserie)
- 2014: Dance-Off
- 2015: CSI: Vegas (Fernsehserie, Episode 15x18)